# Tihomir Jakovina
Tihomir Jakovina (Slavonski Brod, 21. lipnja 1967.), hrvatski političar i član SDP-a. Obnašao je dužnost ministra poljoprivrede u Vladi Zorana Milanovića.

## Životopis
Kao dragovoljac se priključio specijalnoj policijskoj postrojbi u Sisku, te je služio u Domovinskom ratu od 1991. do 1993. Diplomirao je 1993. god. na zagrebačkom Agronomskom fakultetu, a od 1995. do 2001. radio kao direktor poduzeća "Argocentar Tj-prom" d.o.o. 1999. se priključio SDP-u i bio jedan od vodećih članova u Brodsko-posavskoj županiji. 2001. je izabran za načelnika općine Bukovlje gdje je ostao sve do dolaska na ministarsku dužnost.
Oženjen je sa Sandrom Petrović, zastupnicom Hrvatskog sabora. Njeno stavljanje na listu kandidata SDP-a na izborima za Europski parlament 2013., s koje je izabrana, u dijelu hrvatske javnosti bilo je protumačeno kao nepotizam.

## Vanjske poveznice
- Službeni životopis  Arhivirana inačica izvorne stranice od 26. prosinca 2014. (Wayback Machine) (vlada.hr)